# Andreas Franz Frühwirth
Pour les articles homonymes, voir Frühwirth.
Andreas Franz Früwirth, né le 21 août 1845 à Sankt Anna am Aigen dans  le duché de Styrie, Empire d'Autriche, et mort le 9 février 1933 à Rome, est un cardinal autrichien de l'Église catholique romaine. Il est membre de l'ordre des dominicains.

## Biographie
Andreas Frühwirth est professeur de théologie et prieur du collège des dominicains à Graz, prieur à Vienne et provincial d'Autriche-Hongrie de 1880 à 1891. Il est élu maitre de son ordre de 1891 à 1904. Il est élu archevêque titulaire d'Héraclée (de) en 1907 et est nommé nonce apostolique en Bavière de 1907 à 1916.
Le pape Benoît XV le crée cardinal lors du consistoire du 6 décembre 1915. Le cardinal Früwirth est pénitentiaire majeur de 1925 à 1927 et chancelier de la Sainte Église à partir de 1927. À ce dernier titre, il est cardinal-prêtre de S. Lorenzo in Damaso. Il participe au conclave de 1922, lors duquel Pie XI est élu pape.

## Succession apostolique
Andreas Franz Frühwirth a ordonné les évêques suivants :
- Cardinal Franziskus von Bettinger (1909)
- Évêque Hermann Josef Esser (de), O.P. (1917)
- Archevêque Lorenzo Schioppa (en) (1920)
- Archevêque Antonino Zecchini (en), S.I. (1922)